# Heterusia obliquistriga
Heterusia obliquistriga är en fjärilsart som beskrevs av W. Warren 1900. Heterusia obliquistriga ingår i släktet Heterusia och familjen mätare. Inga underarter finns listade i Catalogue of Life.